# Elena Slough
Elena Slough, geb. Rodenbaugh (* 8. Juli 1889 in Horsham, Philadelphia; † 5. Oktober 2003 in Trenton, New Jersey) war eine US-amerikanische Altersrekordlerin.

## Leben
Elena Slough war die Tochter von Sylvester (1856–1936) und Margaret Rodenbaugh (1860–1957). Sie hatte einen Bruder, Frank Rodenbaugh (1887–1988). Ihr erster Ehemann Edgar Proctor starb 1918 mit 31 Jahren an Influenza. Mit ihm hatte sie die Tochter Wanda (* 17. März 1913). Ihr zweiter Ehemann Charles Slough starb 1937 mit 46 Jahren nach einer Krankheit. Mit ihm hatte sie den Sohn Gene (15. Juli 1923–21. September 2021). Über ihre berufliche Tätigkeit ist nichts bekannt.
Elena Slough lebte ab ihrem 102. Lebensjahr in einem Pflegeheim in Trenton (New Jersey). Nach dem Tod von Mary Christian am 20. April 2003 im Alter von 113 Jahren war Elena Slough die älteste lebende Person in den Vereinigten Staaten und zudem der drittälteste lebende Mensch der Welt. Aufgrund mehrerer Krankheiten war sie in ihren letzten Lebensjahren bettlägerig, blieb aber geistig rege und weiterhin am Weltgeschehen interessiert. Zuletzt lebte ihre Tochter Wanda seit einiger Zeit in demselben Pflegeheim, wo sie am 1. Oktober 2003 im Alter von 90 Jahren starb. Nur wenige Tage später, am 5. Oktober 2003 starb Elena Slough im Alter von 114 Jahren und 93 Tagen (insgesamt 41.726 Tage). Slough wurde in Cape May County beigesetzt.